# Arthrocristula
Arthrocristula är ett släkte av svampar. Arthrocristula ingår i divisionen sporsäcksvampar och riket svampar.